# میخائیل زیف
میخائیل پاولوویچ زیف (روسی: Михаил Павлович Зив؛ ۱۹۲۱ — ۱۹۹۴) آهنگساز و موسیقی‌دان و استاد دانشگاه اهل روسیه بود. وی در سال‌های ۱۹۸۴ تا ۱۹۸۵، دوره‌ای با عنوان «ترکیب موسیقایی» را در «دوره‌های عالی آموزشی فیلمنامه‌نویسان و کارگردانان» تدریس می‌کرد. او دانش‌آموختهٔ کنسرواتوار دولتی چایکوفسکی مسکو و از شاگردانِ «دمیتری کابالفسکی» بود.
از فیلم‌ها یا مجموعه‌های تلویزیونی که وی در آن‌ها نقش داشته است، می‌توان به خرگوش و سیب اشاره نمود.